# Lekeryd
Lekeryd is een plaats in de gemeente Jönköping in het landschap Småland en de provincie Jönköpings län in Zweden. De plaats heeft 763 inwoners (2005) en een oppervlakte van 68 hectare.

## Verkeer en vervoer
Bij de plaats loopt de Länsväg 132.

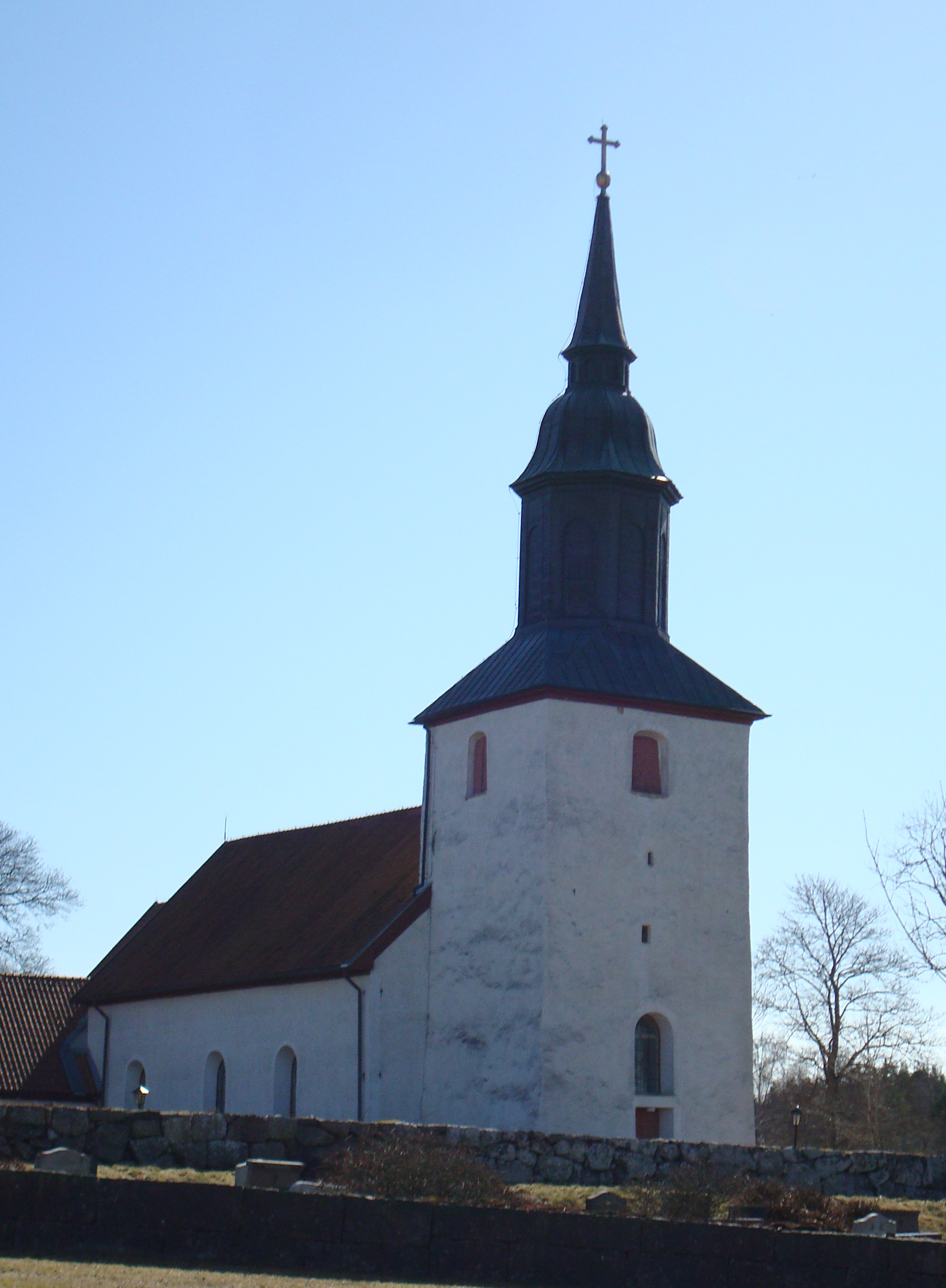
Kerk van Lekeryd
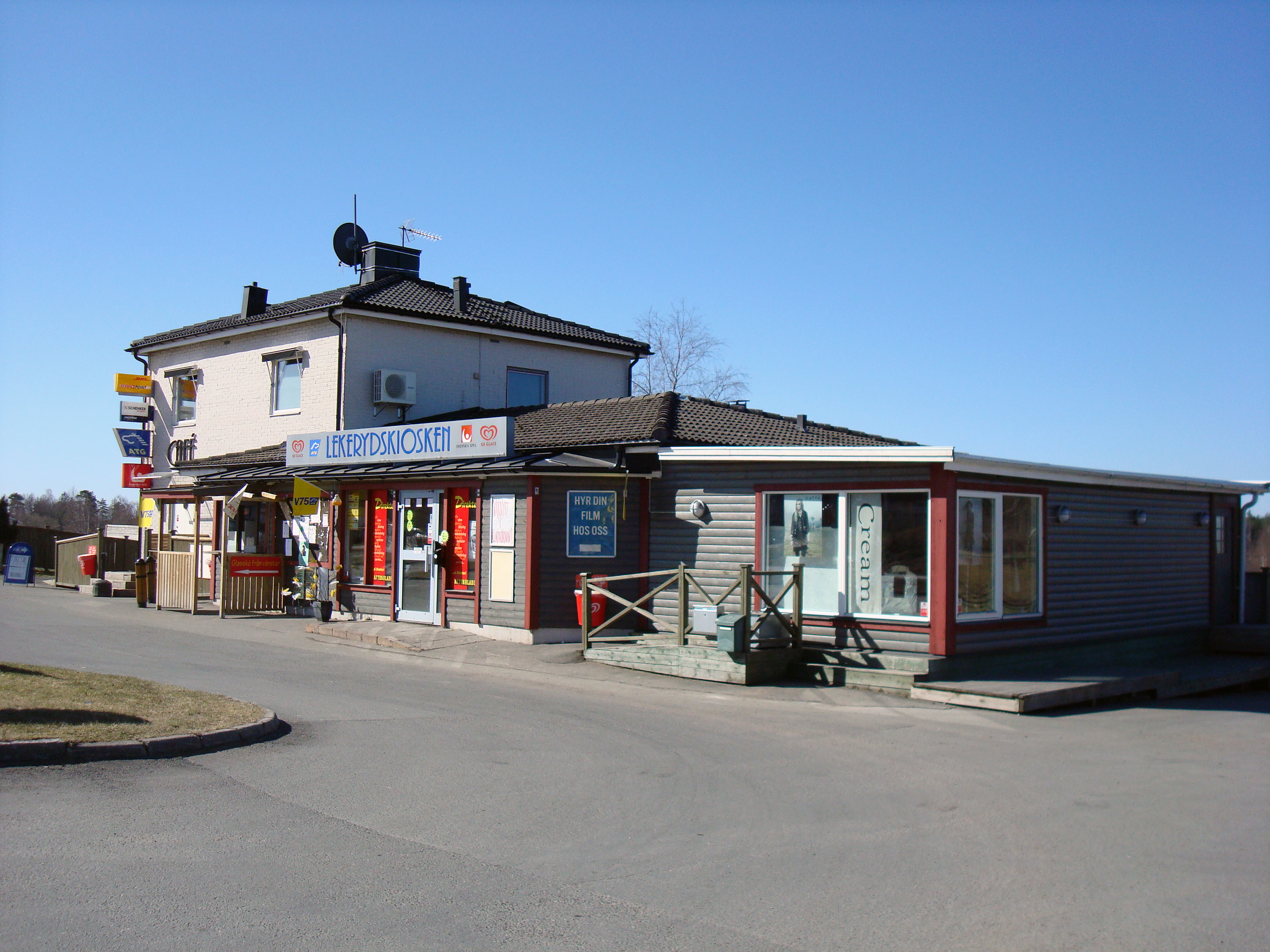
Winkel in Lekeryd
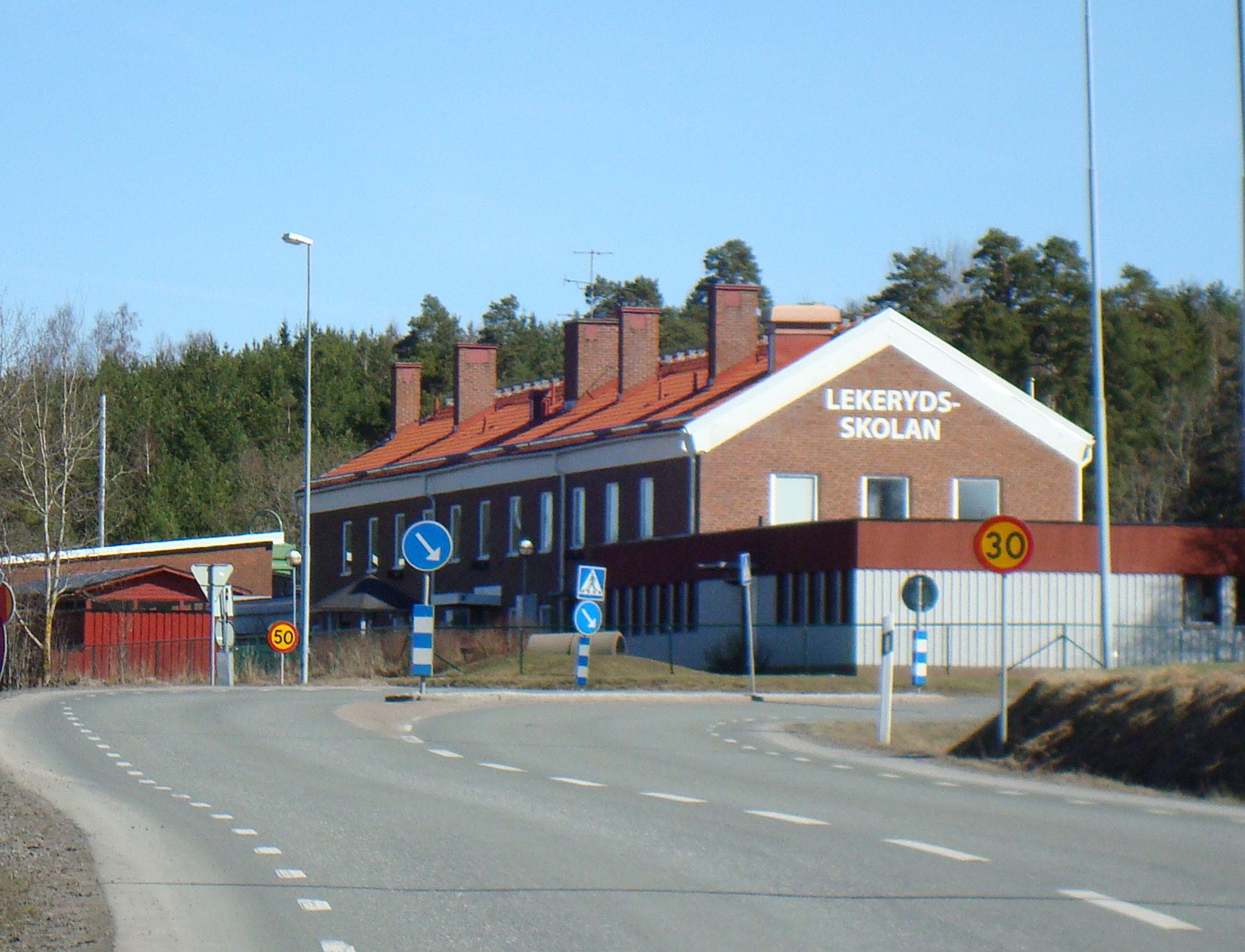
School van Lekeryd